# Bistum Celaya
Das Bistum Celaya (lat.: Dioecesis Celayensis, span.: Diócesis de Celaya) ist eine in Mexiko gelegene römisch-katholische Diözese mit Sitz in Celaya. 
Ihr Gebiet umfasst die Gemeinden Apaseo el Alto, Apaseo el Grande, Celaya, Comonfort, Cortazar, Dolores Hidalgo, Juventino Rosas, San Diego de la Unión, San Luis de la Paz, San Miguel de Allende und Villagrán.

## Geschichte
Das Bistum Celaya wurde am 13. Oktober 1973 durch Papst Paul VI. mit der Apostolischen Konstitution Scribae illi Evangelico aus Gebietsabtretungen des Erzbistums Morelia und des Bistums León errichtet. Es wurde dem Erzbistum San Luis Potosí als Suffraganbistum unterstellt. Am 25. November 2006 wurde das Bistum Celaya durch Papst Benedikt XVI. mit der Apostolischen Konstitution Mexicani populi dem Erzbistum León als Suffraganbistum unterstellt.

## Bischöfe von Celaya
- Victorino Alvarez Tena, 1974–1987
- Jesús Humberto Velázquez Garay, 1988–2003
- Lázaro Pérez Jiménez, 2003–2009
- Benjamín Castillo Plascencia, 2010–2021
- Víctor Alejandro Aguilar Ledesma, seit 2021